# 木幡初広
木幡 初広（こわた はつひろ、1965年6月14日 - ）は、日本中央競馬会 (JRA) ・美浦トレーニングセンターに所属する元騎手で現在は調教助手。

## 来歴
1965年、競走馬の育成を兼業する農家の長男として生まれる。少年期から預託馬に跨って調教の手伝いをして過ごし、中学校卒業後、日本中央競馬会の馬事公苑騎手養成長期課程に第32期生として入所した。同期には坂本勝美、中舘英二、出津孝一、鹿戸雄一、谷中公一（谷中はデビュー1年遅れ）などがいる。この翌年には千葉県印旛郡白井町（現・白井市）に競馬学校が開校、馬事公苑で養成された最後の世代となった。
1984年に騎手免許を取得し、稲葉隆一厩舎所属でデビュー。同年3月3日に初騎乗を迎え、エドワーズシチーで2着。5月13日に同馬で初勝利を挙げた。デビュー後しばらくは年間20勝以下の下位騎手であったが、1993年の28勝を皮切りに年間30勝前後を安定して記録する中堅騎手となった。
1995年に稲葉厩舎を離れ、フリーに転身。同年5月28日、マイネルガーベで日本ダービーに騎乗（13着）。1997年、新潟記念をパルブライトで制し、デビュー13年目で重賞初勝利を挙げる。さらに当年はフェアプレー賞（関東）を初受賞。以後たびたび同賞を受賞している。2004年には自己最高の48勝を挙げ、勝利度数ランキングで関東10位（全国20位）を記録。2006年にはマンオブパーサーでダービーグランプリを制し、地方交流ながらGI競走初制覇を果たした。若手騎手が台頭するなかで30-40勝をコンスタントに挙げている。
数々の厩舎から騎乗依頼を受けているが、なかでも師匠である稲葉厩舎や宗像義忠厩舎の所属馬に騎乗する機会が多い。特に宗像厩舎では田中勝春と並び騎乗機会が多く、主戦騎手の1人となっている。
2015年に同期の中舘が引退したため、現役最後の馬事公苑出身騎手となった。
2018年3月31日をもって騎手を引退。引退後は杉浦宏昭厩舎で調教助手となる。

## エピソード
2011年4月、長男である木幡初也が競馬学校に30期生として入学した。2014年2月に卒業、2014年3月に騎手デビューを果たした。これに伴い、地方競馬における3文字表記が木幡初から木幡広に変更になった。
次男の巧也は2009年11月8日に東京競馬場で行われたイベント「全国ポニー競馬選手権・第1回ジョッキーベイビーズ」の関東予選で優勝、同競走の出場騎手に名を連ね、5着の成績を残した。2012年4月に競馬学校に31期生として入学。2016年には騎手免許を取得し、親子3人騎手となった。
三男の育也は、2014年4月に競馬学校に33期生として入学し、2017年に卒業。同年3月1日付で騎手免許を取得したため、柴田政見・政人・利秋、津曲忠美・幸夫・浩二に次ぐ中央競馬史上3組目の3兄弟ジョッキーとなった。2017年4月1日、中山競馬場の第6レースで木幡初広（父）、初也（長男）、巧也（次男）、育也（三男）が同一レースに騎乗する。親子4人が同一レースに出場するのはJRA史上初。また同年6月3日、東京競馬場第1レースで、初也が1着・初広が2着に入り、JRA所属騎手では初となる親子ワンツーを決めた。また、木幡の実姉は高校時代に馬術で国体に出場しており、地元の名物祭・相馬野馬追の神旗争奪戦で、女性としては珍しい神旗獲得者となった経験も持つ。

## 不祥事
2000年8月18日、乗用車を運転して中山競馬場の調整ルームに向かう途中、千葉県市川市内においてバイクを運転していた男性と衝突し、相手方が死亡する事故を起こした。この件で業務上過失致死罪に問われ、双方に過失があったとして罰金50万円を科された。また、この事故を受けて同年9月30日まで騎乗を自粛し、受賞資格を得ていた2000年度のフェアプレー賞を辞退した。さらに翌2001年4月には日本中央競馬会より1か月間の騎乗停止処分を受けた。

## 騎乗成績
|            | 日付           | 競馬場・開催  | 競走名         | 馬名               | 頭数 | 人気 | 着順 |
| ---------- | -------------- | ------------- | -------------- | ------------------ | ---- | ---- | ---- |
| 初騎乗     | 1984年3月3日   | 2回中山3日1R  | 4歳以上300万下 | エドワーズシチー   | 13頭 | 2    | 2着  |
| 初勝利     | 1984年5月13日  | 1回新潟8日1R  | 4歳以上        | エドワーズシチー   | 5頭  | 4    | 1着  |
| 重賞初騎乗 | 1986年10月11日 | 4回東京3日10R | 東京障害特別   | ドクターエンジェル | 8頭  | 8    | 5着  |
| 重賞初勝利 | 1997年8月24日  | 3回新潟6日11R | 新潟記念       | パルブライト       | 15頭 | 2    | 1着  |
| GI初騎乗   | 1989年4月16日  | 3回中山8日10R | 皐月賞         | アクアビット       | 20頭 | 9    | 10着 |

| 年度   | 1着 | 2着 | 3着 | 騎乗数 | 勝率 | 連対率 | 複勝率 | 表彰                   |
| ------ | --- | --- | --- | ------ | ---- | ------ | ------ | ---------------------- |
| 1984年 | 7   | 8   | 14  | 123    | .057 | .122   | .236   |                        |
| 1985年 | 14  | 12  | 25  | 202    | .069 | .129   | .252   |                        |
| 1986年 | 11  | 18  | 15  | 191    | .058 | .152   | .230   |                        |
| 1987年 | 5   | 6   | 6   | 112    | .045 | .098   | .152   |                        |
| 1988年 | 10  | 14  | 18  | 160    | .063 | .150   | .263   |                        |
| 1989年 | 20  | 21  | 19  | 203    | .099 | .202   | .296   |                        |
| 1990年 | 18  | 23  | 25  | 205    | .088 | .200   | .322   |                        |
| 1991年 | 13  | 13  | 10  | 192    | .068 | .135   | .188   |                        |
| 1992年 | 12  | 18  | 16  | 158    | .076 | .190   | .291   |                        |
| 1993年 | 28  | 17  | 35  | 270    | .104 | .167   | .296   |                        |
| 1994年 | 31  | 31  | 29  | 310    | .100 | .200   | .294   |                        |
| 1995年 | 21  | 37  | 26  | 337    | .062 | .172   | .249   |                        |
| 1996年 | 27  | 35  | 39  | 412    | .066 | .150   | .245   |                        |
| 1997年 | 31  | 34  | 32  | 392    | .079 | .166   | .247   | フェアプレー賞（関東） |
| 1998年 | 29  | 28  | 28  | 429    | .068 | .133   | .198   |                        |
| 1999年 | 26  | 33  | 34  | 445    | .058 | .133   | .209   |                        |
| 2000年 | 39  | 30  | 26  | 400    | .098 | .173   | .238   |                        |
| 2001年 | 29  | 39  | 36  | 503    | .058 | .135   | .207   |                        |
| 2002年 | 34  | 36  | 43  | 513    | .066 | .136   | .220   |                        |
| 2003年 | 42  | 55  | 62  | 657    | .064 | .148   | .242   | フェアプレー賞（関東） |
| 2004年 | 48  | 49  | 57  | 668    | .072 | .145   | .231   | フェアプレー賞（関東） |
| 2005年 | 43  | 37  | 56  | 666    | .065 | .120   | .204   | フェアプレー賞（関東） |
| 2006年 | 37  | 35  | 50  | 593    | .062 | .121   | .206   |                        |
| 2007年 | 33  | 44  | 44  | 584    | .057 | .132   | .207   | フェアプレー賞（関東） |
| 2008年 | 33  | 47  | 52  | 588    | .056 | .136   | .224   | フェアプレー賞（関東） |
| 2009年 | 36  | 45  | 49  | 611    | .059 | .133   | .213   | フェアプレー賞（関東） |
| 2010年 | 18  | 28  | 38  | 501    | .036 | .092   | .168   |                        |
| 2011年 | 20  | 22  | 35  | 452    | .044 | .093   | .170   |                        |
| 平地   | 715 | 815 | 919 | 10877  | .066 | .141   | .225   |                        |
| 障害   | 0   | 1   | 3   | 20     | .000 | .050   | .200   |                        |
| 地方   | 17  | 17  | 29  | 219    | .078 | .155   | .288   |                        |

### 主な騎乗馬
※括弧内は木幡騎乗時の勝利重賞競走。太字はGI級競走。
- パルブライト（1997年新潟記念、1998年函館記念）
- サクセスストレイン（2001年クイーンカップ）
- バランスオブゲーム（2001年新潟2歳ステークス）
- ウインブレイズ（2002年カブトヤマ記念、福島記念、2003年鳴尾記念）
- マンオブパーサー（2006年ダービーグランプリ）
- ブライトトゥモロー（2007年新潟大賞典）

その他
- マイネルガーベ（1994年芙蓉ステークス）
- シンコウフォレスト（1997年福島民友カップ）
- マイネルプラチナム（1999年若葉ステークス）
- ドラゴンライト（2000年ニューイヤーステークス）
- コスモミール（2005年マリーゴールド賞、ダリア賞）
- サープラスシンガー（2007年福島民友カップ）
- ヒシカツリーダー（2009年ジャニュアリーステークス）
- トシキャンディ
- ワカタイショウ
- テンジンショウグン
- エアガッツ
- ダイワテキサス
- キングジョイ
- エリモハリアー
- レインボーダリア
- スクリーンヒーロー